# Protocolo de Cutler
El protocolo de Cutler, propuesto por Andrew Hall Cutler en el año 1998. hace referencia al uso de varias sustancias quelantes para movilizar y eliminar el mercurio que se desprende de los empastes de amalgama, y que –según su autor y sus seguidores–, se almacenan en los tejidos y son la causa de una diversidad de enfermedades crónicas por envenenamiento por mercurio. Propone el uso del ácido lipoico como principal quelador, del peligroso DMSA y el DMPS como quelantes auxiliares. 
Se trata de una pseudoterapia promocionada en primer lugar a través de la obra del autor, y más recientemente, a través de  numerosos grupos en redes sociales.  

## Quelantes utilizados
El quelante principal del protocolo es el ácido lipoico. Después de ingerido el ácido lipoico se transforma en ácido dihidrolipoico, que gracias a sus dos radicales tiol es capaz de quelar el mercurio.
Siempre según su autor, el DMSA y el DMPS se utilizan para atenuar los efectos secundarios de la quelación y acelerar el proceso.
La principal vía de excreción del mercurio cuando se usa ácido alfa-lipoico es hepática, aunque también aumenta la excreción de mercurio en la orina. La vía de excreción usando DMSA y DMPS es urinaria.
Se sabe que el DMSA puede causar daños neurológicos por la removilización del mercurio y su redeposición en el tejido nervioso. El DPMS es más seguro, pero su uso como antídoto en las intoxicaciones agudas por mercurio no está autorizado en todos los países.

## Uso de suplementos
El protocolo prescribe el uso frecuente tres o cuatro veces al día, de suplementos vitamínicos, minerales y antioxidantes, pretendiendo con ellos contrarrestar el estrés oxidativo que causan los quelantes. Una lista no exhaustiva es la siguiente:
- Vitaminas C, E y un complejo B.
- Minerales: zinc, magnesio, cromo, molibdeno.
- Ácidos grasos esenciales (en forma de aceite de lino y de borraja, por ejemplo)
- Coenzima Q10.
- Carotenos.
- Cardo mariano.

## Duración del protocolo
El mercurio depositado en el tejido nervioso es difícilmente removilizado, y su vida media puede ser de hasta 27 años en ausencia de tratamiento. Este argumento se usa por los promotores del protocolo para afirmar que el  proceso de eliminación es largo, y puede durar de uno a cuatro años.
El protocolo pronostica que la evolución del tratamiento comienza con un periodo de mejora rápida al cual sigue una fase de empeoramiento durante la cual el mercurio estaría siendo removilizado y excretado, y es al final de este largo período sin mejoras, que puede durar varios meses, cuando paulatinamente se alcanzaría  la desintoxicación total. Al no existir analíticas fiables para evaluar la carga de mercurio en los tejidos, todo el proceso se basa en la fe. 

## Efectos secundarios
El protocolo causa efectos secundarios que se deben tanto a los propios quelantes como a la eventual removilización del mercurio y su redeposición en otros tejidos. 
La intensidad de los primeros depende de la dosis de quelante empleada, que es lo que limita su dosificación. El protocolo propone  empezar con dosis bajas e irlas aumentando hasta que llegar hasta las dosis objetivo aproximadas de 2 mg de ácido lipoico y/o DMSA o DMPS por kg de peso. 
Las reacciones adversas durante el tratamiento con quelantes incluyen molestias gastrointestinales, reacciones cutáneas, neutropenia leve y aumento de las transaminasas hepáticas. Si hay asma alérgica la probabilidad de desarrollar hipersensibilidad a los quelantes es alta, sobre todo, al DMPS.
Debe tenerse en cuenta que la removilización del mercurio es contraproducente, debido a la mayor dificultad de eliminarlo del tejido nervioso.

## Críticas al protocolo
El protocolo de Cutler no ha sido sometido a validación por medio de ensayos clínicos, basándose sus promotores y usuarios en las instrucciones que su autor describe en su obra autopublicada en 1999.
El ácido lipoico es considerado por la FDA  como un antioxidante. El DMSA está autorizado por la FDA como quelante pediátrico para el plomo, pero no para el mercurio. El DMPS no está aprobado por la FDA y se considera un medicamento en fase experimental.
Los promotores del protocolo tratan de convencer a personas con enfermedades crónicas diversas, sobre todo las más limitantes y que carecen de tratamientos efectivos, como la fibromialgia, el síndrome de fatiga crónica, o los familiares de niños con autismo grave, de que sus síntomas están causados por la acumulación del mercurio que se desprende de las amalgamas usadas en los empastes de endodoncia, pero también de otras fuentes, como los conservantes de las vacunas, el pescado, y de otros metales tóxicos, pesados o no, procedentes de variadas fuentes. El seguimiento del protocolo conlleva un elevado dispendio económico, primero en análisis de escasa validez diagnóstica, entre ellos el análisis de pelo, y de los quelantes y suplementos durante un tiempo dilatado.  